# 圣维托-阿尔托雷
圣维托-阿尔托雷（義大利語：San Vito al Torre），是意大利弗留利-威尼斯朱利亚大区乌迪内省的一个市镇。总面积11.58平方公里，人口1365人，人口密度117.9人/平方公里（2009年）。ISTAT代码为030105。